# Волна (баскетбольный клуб)
«Волна» — женский баскетбольный клуб из Санкт-Петербурга. Лучшим достижением команды является 3-е место в чемпионате России сезона 1999/00.

## История
Женская команда, существовавшая при спорткомплексе «Волна», была постоянным участником первенства города Ленинграда. С приходом в клуб заслуженного тренера СССР Станислава Гельчинского, который был её бессменным главным тренером, команда заявилась в первую лигу чемпионата СССР, где и находилась вплоть до момента распада Советского Союза. Основу команды, на протяжении всей её истории, в основном составляли местные баскетболистки.
В сезоне 1992/93 команда дебютировала в чемпионате России, заняв 10-е место. В последующие розыгрыши команда балансировала между 5-м и 7-м местами. Первый значительный успех у питерских баскетболисток случился в сезоне 1996/97, когда они вышли в плей-офф с 4-го места. В полуфинале с «ЦСКА» и в матче за 3-е место с московским «Динамо» серии были проиграны всухую 0-2.
В сезоне 1999/2000 «Волна» добилась своего лучшего результата — «бронзовые» медали первенства России. Перед финальным групповым этапом команда отставала от «Уралмаша», находящегося на 3-м месте, на 2 очка (2 победы), а от 2-го места («Динамо-Энергия») — 3. Победив в 11 матчах из 16 (2-й показатель финального этапа), команда не только вошла в призовую "тройку, но могла завоевать и «серебряные» медали. Только по дополнительным показателям, соотношение очков в личных встречах, екатеринбургский «Уралмаш» поднялся выше «Волны».
Несмотря на положительные результаты вопросы финансирования команды с каждым годом становятся острее. Не получая должной поддержки от городских властей, команда постепенно начинает влезать в долги. Пошла распродажа ведущих игроков, что соответственно сказалось на результатах команды. В конечном итоге в сезоне 2001/02 «Волна» вылетает в низший дивизион. Отыграв один год в «Суперлиге Б», команда была расформирована.

### Статистика выступлений в Чемпионате России
| Сезон   | Лига          | Место | Примечания           |
| ------- | ------------- | ----- | -------------------- |
| 1992    | Высшая лига   |       |                      |
| 1992/93 | Высшая лига   | 10    |                      |
| 1993/94 | Высшая лига   | ?     |                      |
| 1994/95 | Высшая лига   | 6     |                      |
| 1995/96 | Высшая лига   | 7     |                      |
| 1996/97 | Суперлига     | 4     |                      |
| 1997/98 | Суперлига     | 6     |                      |
| 1998/99 | Суперлига     | 5     |                      |
| 1999/00 | Суперлига     | 3     |                      |
| 2000/01 | Суперлига     | 9     |                      |
| 2001/02 | Суперлига     | 14    | Вылетел из Суперлиги |
| 2002/03 | Суперлига «Б» | 7     |                      |

## Достижения
- Бронзовый призёр чемпионата России: 2000

## Известные игроки
- Наталья Водопьянова
- Мария Степанова
- Оксана Закалюжная
- Ольга Наймушина
- Юлия Миронова
- Ольга Фёдорова
- Ксения Лаптева
- Ольга Горохова